# Cienega Springs
Cienega Springs est une census-designated place du comté de La Paz, dans l'État de l'Arizona, aux États-Unis. En 2020, elle compte une population de 1 690 habitants.